# ドーンムアン区
ドーンムアン区（ドーンムアンく、タイ語: เขตดอนเมือง）は、タイ王国バンコク都の行政区の一つ。
この行政区は、時計回りに、パトゥムターニー県のムアンパトゥムターニー郡、ラムルークカー郡、サーイマイ区、バーンケーン区、ラックシー区、ノンタブリー県のパーククレット郡に接している。

## 歴史
バーンケーン区の一部であったが、1989年に分離し新設された。1997年には区の南部が新設されたラックシー区に編入された。

## 建物
- ドンムアン空港